# Lista över fornlämningar i Säffle kommun (Tveta)
Lista över fornlämningar i Säffle kommun (Tveta) är en förteckning av ett urval av de fornlämningar som finns i Tveta i Säffle kommun.
| Namn        | Lämningstyp    | Tillkomsttid | Historisk indelning | Plats | Läge                 | ID-nr          | Bild                                 |
| ----------- | -------------- | ------------ | ------------------- | ----- | -------------------- | -------------- | ------------------------------------ |
| Tveta 1:1   | Stensättning   |              | Tveta, Värmland     |       | 59.111535, 12.818860 | 10305600010001 | Ladda upp en bild av detta fornminne |
| Tveta 3:1   | Röse           |              | Tveta, Värmland     |       | 59.120995, 12.834935 | 10305600030001 | Ladda upp en bild av detta fornminne |
| Tveta 3:4   | Stensättning   |              | Tveta, Värmland     |       | 59.121055, 12.833985 | 10305600030004 | Ladda upp en bild av detta fornminne |
| Tveta 3:5   | Stensättning   |              | Tveta, Värmland     |       | 59.120878, 12.833322 | 10305600030005 | Ladda upp en bild av detta fornminne |
| Tveta 5:1   | Stensättning   |              | Tveta, Värmland     |       | 59.113896, 12.840426 | 10305600050001 | Ladda upp en bild av detta fornminne |
| Tveta 6:1   | Stensättning   |              | Tveta, Värmland     |       | 59.112497, 12.842336 | 10305600060001 | Ladda upp en bild av detta fornminne |
| Tveta 6:2   | Stensättning   |              | Tveta, Värmland     |       | 59.112450, 12.842194 | 10305600060002 | Ladda upp en bild av detta fornminne |
| Tveta 11:1  | Stenkammargrav |              | Tveta, Värmland     |       | 59.115046, 12.862060 | 10305600110001 | Ladda upp en bild av detta fornminne |
| Tveta 13:1  | Stenkammargrav |              | Tveta, Värmland     |       | 59.106807, 12.867145 | 10305600130001 | Ladda upp en bild av detta fornminne |
| Tveta 14:1  | Gravfält       |              | Tveta, Värmland     |       | 59.100413, 12.800366 | 10305600140001 | Ladda upp en bild av detta fornminne |
| Tveta 15:1  | Hög            |              | Tveta, Värmland     |       | 59.097359, 12.804001 | 10305600150001 | Ladda upp en bild av detta fornminne |
| Tveta 15:2  | Hög            |              | Tveta, Värmland     |       | 59.097299, 12.804338 | 10305600150002 | Ladda upp en bild av detta fornminne |
| Tveta 16:1  | Röse           |              | Tveta, Värmland     |       | 59.043789, 12.776063 | 10305600160001 | Ladda upp en bild av detta fornminne |
| Tveta 16:2  | Röse           |              | Tveta, Värmland     |       | 59.043918, 12.775417 | 10305600160002 | Ladda upp en bild av detta fornminne |
| Tveta 17:1  | Röse           |              | Tveta, Värmland     |       | 59.044998, 12.771380 | 10305600170001 | Ladda upp en bild av detta fornminne |
| Tveta 20:1  | Stenkammargrav |              | Tveta, Värmland     |       | 59.152115, 12.783683 | 10305600200001 | Ladda upp en bild av detta fornminne |
| Tveta 21:1  | Gravfält       |              | Tveta, Värmland     |       | 59.088660, 12.789004 | 10305600210001 | Ladda upp en bild av detta fornminne |
| Tveta 22:1  | Stensättning   |              | Tveta, Värmland     |       | 59.101249, 12.845366 | 10305600220001 | Ladda upp en bild av detta fornminne |
| Tveta 23:1  | Röse           |              | Tveta, Värmland     |       | 59.092436, 12.838812 | 10305600230001 | Ladda upp en bild av detta fornminne |
| Tveta 24:1  | Stensättning   |              | Tveta, Värmland     |       | 59.093482, 12.837495 | 10305600240001 | Ladda upp en bild av detta fornminne |
| Tveta 27:1  | Stensättning   |              | Tveta, Värmland     |       | 59.047277, 12.783025 | 10305600270001 | Ladda upp en bild av detta fornminne |
| Tveta 30:1  | Hällristning   |              | Tveta, Värmland     |       | 59.104589, 12.854725 | 10305600300001 | Ladda upp en bild av detta fornminne |
| Tveta 32:1  | Stensättning   |              | Tveta, Värmland     |       | 59.048842, 12.785609 | 10305600320001 | Ladda upp en bild av detta fornminne |
| Tveta 32:2  | Stensättning   |              | Tveta, Värmland     |       | 59.048923, 12.785823 | 10305600320002 | Ladda upp en bild av detta fornminne |
| Tveta 40:1  | Stensättning   |              | Tveta, Värmland     |       | 59.059128, 12.834351 | 10305600400001 | Ladda upp en bild av detta fornminne |
| Tveta 42:1  | Stensättning   |              | Tveta, Värmland     |       | 59.052710, 12.824011 | 10305600420001 | Ladda upp en bild av detta fornminne |
| Tveta 46:1  | Stensättning   |              | Tveta, Värmland     |       | 59.089294, 12.789732 | 10305600460001 | Ladda upp en bild av detta fornminne |
| Tveta 48:1  | Hög            |              | Tveta, Värmland     |       | 59.101133, 12.802266 | 10305600480001 | Ladda upp en bild av detta fornminne |
| Tveta 94:1  | Stensättning   |              | Tveta, Värmland     |       | 59.129206, 12.761189 | 10305600940001 | Ladda upp en bild av detta fornminne |
| Tveta 102:1 | Stensättning   |              | Tveta, Värmland     |       | 59.164134, 12.748455 | 10305601020001 | Ladda upp en bild av detta fornminne |
| Tveta 128:1 | Röse           |              | Tveta, Värmland     |       | 59.114170, 12.850702 | 10305601280001 | Ladda upp en bild av detta fornminne |
| Tveta 129:1 | Stensättning   |              | Tveta, Värmland     |       | 59.113671, 12.865386 | 10305601290001 | Ladda upp en bild av detta fornminne |
| Tveta 131:1 | Stensättning   |              | Tveta, Värmland     |       | 59.101287, 12.840810 | 10305601310001 | Ladda upp en bild av detta fornminne |
| Tveta 136:1 | Stensättning   |              | Tveta, Värmland     |       | 59.145356, 12.860393 | 10305601360001 | Ladda upp en bild av detta fornminne |
| Tveta 138   | Stensättning   |              | Tveta, Värmland     |       | 59.121024, 12.809048 | 12000000126805 | Ladda upp en bild av detta fornminne |